# Henry Hallett Dale
Sir Henry Hallett Dale OM (London, 1875. június 9. – Cambridge, 1968. július 23.) angol farmakológus, fiziológus. 1936-ban Otto Loewivel közösen elnyerte az orvostudományi Nobel-díjat, mert felfedezték, hogy az idegsejtek közötti szinapszisokban az acetilkolin közvetíti az ingerületet.

## Életpályája
Henry Hallett Dale 1875. június 8-án született Londonban. Apja Charles James Dale edénygyáros, anyja pedig Frances Anne Hallett, egy bútorgyáros lánya volt. Hét gyermekük közül Henry volt a harmadik; egyik fiatalabb fiuk, Benjamin Dale pedig neves zeneszerző lett.
Henry a metodista egyház által fenntartott cambridge-i bentlakásos iskolába, a The Leys Schoolba járt, utána pedig 1894-től kezdve ösztöndíjjal a Cambridge-i Egyetemen a Trinity College-ben végezte felsőfokú tanulmányait. 1898-1900 között John Langleytől tanult élettant, 1900-1903 között pedig a londoni St. Bartholomew's Hospitalban végezte orvosi tanulmányainak klinikai részét. Együtt dolgozott a híres fiziológussal, Ernest Starlinggal; az ő laboratóriumában ismerkedett meg a németországi Otto Loewivel, akivel életre szóló barátságot kötött. 1903-ban egy Sterlinggel közösen végzett kutyakísérlete kiváltotta az élveboncolást ellenzők tiltakozását és a több éven át tartó "barna kutya-ügyhöz" vezetett. Ugyanebben az évben négy hónapot Paul Ehrlich frankfurti intézetében töltött. Visszatérte után néhány hónapig a londoni University College-ben dolgozott, de 1904-től kezdve a Wellcome Physiological Research Laboratories farmakológus munkatársa lett. Két évvel később ő lett a laboratórium vezetője. Orvosi diplomáját 1909-ben kapta meg a Cambridge-i Egyetemen.
1914-ben kinevezték a londoni Nemzeti Orvostudományi Kutatóintézet biokémiai és farmakológiai részlegének igazgatójául. 1928-ban a teljes intézet igazgatója lett; ezt a tisztségét egészen 1942-es visszavonulásáig. 1942-től a Royal Institution professzora volt, ezzel párhuzamosan a Wellcome Trust igazgatósági tagjaként támogatta az orvosi kutatásokat. 1940 és 1945 között ő volt a Royal Society elnöke. A második világháború idején az angol kormány tanácsadójaként is dolgozott.

## Tudományos tevékenysége

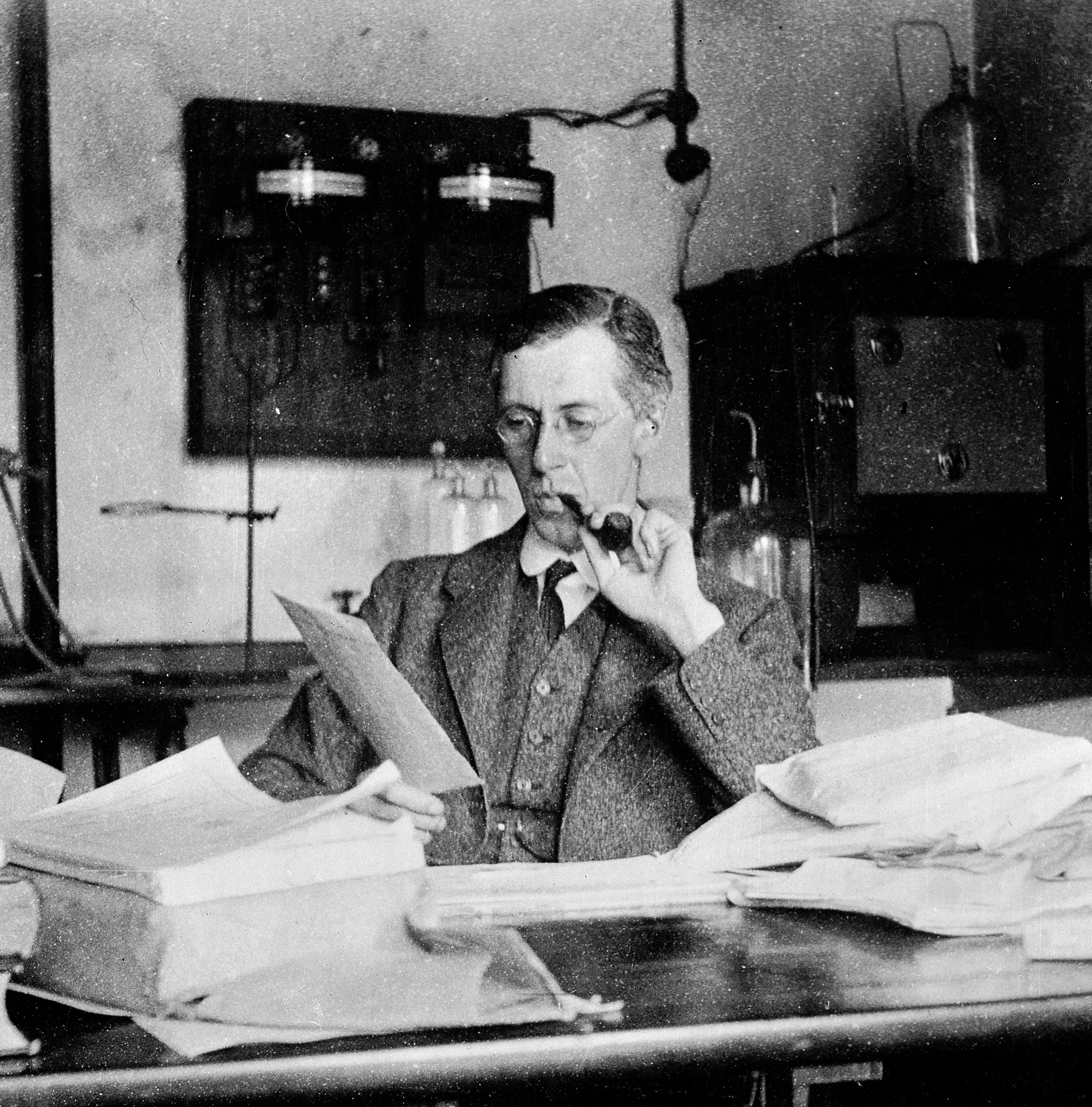
Hanry Dale 1918-ban

Dale elsősorban farmakológiai kutatásokat folytatott, részleteiben is foglalkozott az alkaloidok hatásaival, valamint olyan egyszerűbb vegyületekkel, mint a tiramin és a hisztamin. Felfedezte az agyalapi mirigy kivonatának oxitocin-szerű hatását és a hisztaminnal folytatott munkája lehetővé tette az anafilaktikus sokk jobb megértését. Rájött, hogy az anyarozs kivonatának neurotoxikus hatása többek között az acetilkolinnak köszönhető, ami Otto Loewi munkájával együtt oda vezetett, hogy kiderült az acetilkolin ingerületátvivő hatása az idegsejtek közötti szinapszisokban. Ezért a felfedezéséért Loewivel együtt 1936-ban fiziológiai Nobel-díjban részesült. 

## Díjai
Henry Dale a Nobel-díjon felül megkapta a Brit Birodalom Rendjének lovagi nagykeresztjét (és a vele együtt járó lovagi címet), a brit Order of Merit-et, az amerikai Szabadság-érmet, a belga Koronarend nagykeresztjét, és a német Pour le Mérite-t. Számos tudományos társulat tagja volt, többek között 1914-től a Royal Society-é is, amelynek 1940 és 1945 között elnöki feladatait is ellátta. Tagja volt az amerikai, francia, belga, dán, német, olasz, román, spanyol és svéd tudományos akadémiáknak. 

## Családja
Henry Hallet Dale 1904-ben házasodott össze első unokatestvérével, Ellen Harriet Hallettel. Egy fiuk és két lányuk született, idősebbik lánya, Alison Sarah Alexander R. Toddhoz ment feleségül, aki 1957-ben kémiai Nobel-díjban részesült.
Sir Henry Hallett Dale 1968. július 23-án hunyt el, 93 éves korában.